# Präsidentschaftswahl in Guinea-Bissau 2019
Die Präsidentschaftswahl in Guinea-Bissau 2019 fand am 24. November (1. Wahlgang) und 29. Dezember (Stichwahl) statt. Der Oppositionskandidat Umaro Sissoco Embaló gewann sie im zweiten Wahlgang. Seine Vereidigung gegen den Willen der Mehrheit des Parlaments löste eine Verfassungskrise aus. Die Wahlkommission Comissão Nacional de Eleições (CNE; deutsch: „Nationale Wahlkommission“) war für den Ablauf verantwortlich.

## Verfahren
Die Präsidentschaftswahl findet im fünfjährigen Turnus statt. Erreicht kein Kandidat die absolute Mehrheit, gibt es fünf Wochen später eine Stichwahl der beiden erfolgreichsten Kandidaten.

## Vorgeschichte
Bei der Wahl 2014 hatte José Mário Vaz (Partido Africano da Independência da Guiné e Cabo Verde, PAIGC) die Abstimmung gewonnen. Im Juni 2019 endete seine Amtsperiode, und er war nur noch geschäftsführend im Amt. Er war jedoch der erste Präsident in der Geschichte des Landes, der seine Amtszeit regulär beenden konnte.
Bei der Parlamentswahl am 10. März 2019 hatte die PAIGC 47 der 102 Mandate gewonnen und mit mehreren kleineren Parteien eine Koalitionsregierung gebildet. Die 2018 gegründete PAIGC-Abspaltung Movimento para Alternância Democrática (kurz Madem G15) hatte 27 Sitze erhalten.
Mehr als 760.000 Einwohner ließen sich vor der Wahl registrieren.

## Kandidaten
Vaz trat diesmal als Unabhängiger auf, da die PAIGC sich für den ehemaligen Premierminister Domingos Simões Pereira entschieden hatte. Zu den weiteren Kandidaten gehörte der Ex-General Umaro Sissoco Embaló, der Madem G15 angehört und ebenfalls bereits als Premierminister amtiert hatte. Er wurde vom Senegal unterstützt. Neben weiteren Politikern kandidierte Nuno Gomes Nabiam von der Assembleia do Povo Unido – Partido Democrático da Guiné-Bissau (APU-PDGB), der bei der letzten Wahl 2014 den zweiten Wahlgang erreicht hatte. Alle zwölf Kandidaten waren männlich.

## Wahlergebnis
Nach der Wahl am 24. November ergab sich das folgende Ergebnis:
| Kandidaten              | Parteien                                                       | 1. Wahlgang | 1. Wahlgang | 2. Wahlgang | 2. Wahlgang |
| Kandidaten              | Parteien                                                       | Stimmen     | %           | Stimmen     | %           |
| ----------------------- | -------------------------------------------------------------- | ----------- | ----------- | ----------- | ----------- |
| Umaro Sissoco Embaló    | Madem G15                                                      | 153.530     | 27,6        | 293.359     | 53,5        |
| Domingos Simões Pereira | Partido Africano da Independência da Guiné e Cabo Verde        | 222.870     | 40,1        | 254.468     | 46,5        |
| Nuno Gomes Nabiam       | Assembleia do Povo Unido – Partido Democrático da Guiné-Bissau | 73.063      | 13,2        |             |             |
| José Mário Vaz          | Parteilos                                                      | 68.933      | 12,4        |             |             |
| Carlos Gomes Júnior     | Parteilos                                                      | 14.766      | 2,7         |             |             |
| Baciro Djá              | Frente Patriótica de Salvação Nacional                         | 7.126       | 1,3         |             |             |
| Vicente Fernandes       | Partido da Convergência Democrática                            | 4.250       | 0,8         |             |             |
| Mamadu Iaia Djaló       | Partido da Nova Democracia                                     | 2.813       | 0,5         |             |             |
| Idriça Djaló            | Partido da Unidade Nacional                                    | 2.569       | 0,5         |             |             |
| Mutaro Intai Djabi      | Parteilos                                                      | 2.385       | 0,4         |             |             |
| Gabriel Fernando Indi   | Partido Unido Social Democrático                               | 1.982       | 0,4         |             |             |
| António Afonso Té       | Partido Republicano para a Independência e Desenvolvimento     | 1.061       | 0,2         |             |             |
| Gesamt                  | Gesamt                                                         | 555.348     | 100         | 547.827     | 100         |
|                         |                                                                |             |             |             |             |
| Ungültige Stimmen       | Ungültige Stimmen                                              | 11.125      | 2,0         | 5.694       | 1,0         |
| Wähler                  | Wähler                                                         | 566.473     | 74,4        | 553.521     | 72,7        |
| Wahlberechtigte         | Wahlberechtigte                                                | 761.676     |             | 761.676     |             |

Die Wahlbeteiligung betrug im ersten Wahlgang 74,37 % und im zweiten Wahlgang 72,67 %. Domingos Simôes Pereira und Umaro Sissoco Embaló erreichten den zweiten Wahlgang. Die Wahlen wurden von politischen Beobachtern als frei und transparent bezeichnet.

## Geschehen nach der Wahl
Pereira akzeptierte seine Niederlage im zweiten Wahlgang nicht und bezeichnete das Ergebnis als Wahlbetrug. Die Westafrikanische Wirtschaftsgemeinschaft (CEDEAO) mahnte zur Zurückhaltung und schlug eine Verifizierung der Teilwahlergebnisse vor. Die CNE bestätigte Embalós Wahlsieg, die PAIGC legte jedoch abermals Protest vor dem Obersten Gericht ein.
Embalós Amtseinführung fand am 27. Februar 2020 statt, wobei er sich selbst vereidigte. Nur zwei ausländische Gäste nahmen teil, die Botschafter Senegals und Gambias. Am Folgetag ernannte Embaló den Drittplatzierten der ersten Wahlrunde, Nuno Gomes Nabiam, zum Premierminister. Die Nationalversammlung rief jedoch am 29. Februar ihren Präsidenten Cipriano Cassamá (PAIGC) zum Interimspräsidenten aus; außerdem betrachtet sie mehrheitlich Nabiams Vorgänger Aristides Gomes als Premierminister. Cassamá trat bereits am 1. März zurück, da er Todesdrohungen erhalten habe. Die ECOWAS ermahnte die Armee zu einer neutralen Haltung in dem Konflikt. Am 3. März forderte UN-Generalsekretär António Guterres alle Seiten zu äußerster Zurückhaltung und zum Abwarten der Entscheidung des Obersten Gerichts auf.
Am 23. April 2020 erkannte die CEDEAO Embalò als Präsidenten an.